# 코킴보주

코킴보 주의 위치

코킴보주(스페인어: IV Región de Coquimbo)는 칠레 중부에 위치한 주로 주도는 라세레나이며 면적은 40,579.9km2, 인구는 687,806명(2012년 기준)이다.
북쪽으로는 아타카마 주, 서쪽으로는 태평양, 남쪽으로는 발파라이소 주와 접하며 동쪽으로는 아르헨티나와 국경을 접반다. 3개 현(엘키 현, 리마리 현, 초아파 현)을 관할한다.

주기
주 문장

## 개요
이 주 내에서 가장 큰 도시이자 주도인 라세레나는 칠레에서 두 번째로 유서 깊은 도시이다. 콜로니얼 스타일의 해변 휴양지가 있다. 라세레나보다 산업이 발달한 항구도시 코킴보도 역시 해변 휴양지이다. 코킴보 해변은 약간 자갈이 많아, 조금 관광지로서의 매력이 떨어진다. 코킴보는 중심지 재개발 사업을 진행하고 있고, 최근 관광지로 거듭나기 위해 노력하고 있다.
코킴보 주는 칠레의 가장 폭이 좁다란 주이다. 칠레의 ‘허리’라고 할 만하다. 이런 까닭에, 칠레의 다른 어느 주보다 산지가 많다. 안데스산맥도 칠레의 다른 어느 주보다 해변에 가깝게 자리 잡고 있다.
이 지역의 주요 산업은 관광, 농업, 어업이다. 오발레가 농업의 중심지이다. 초아파 지역 살라망카 근처의 로스페람브레스 구리 광산은 21억 톤 이상의 구리 매장량을 자랑하는 세계 최대의 구리 광산이다. 시인 가브리엘라 미스트랄은 이 지역 비쿠냐 출신이다. 비쿠냐가 있는 엘키 계곡은 피스코 생산 지역으로서, 쾌청한 하늘로 유명하다.
코킴보 주 엘키 계곡에는 천문대 몇몇이 세워져 있다. 이 지역의 맑은 공기를 활용하여, 사람들이 천문대를 세운 것이다. 또한, 이 지역에는 600미터 너비의 푸클라로 댐도 있다. 이 댐은 엘키강에 있고, 약 7킬로미터 길이의 호수를 만든다.